# Echeveria prolifica
Espèce
Classification APG IV (2016)
Echeveria prolifica est une espèce de plantes à fleurs de la famille des Crassulaceae. Elle est endémique au Mexique.